# Provare per credere
Provare per credere è un film televisivo del 1987 diretto da Sergio Martino.

## Trama
Un uomo lasciato dalla moglie per superare la crisi ascolta i consigli dell'amico playboy, che gli suggerisce di abbandonare la sua vita piatta e diventare anche lui un playboy. 

## Produzione
Il titolo prende spunto da una serie di pubblicità del mobilificio Aiazzone in cui Guido Angeli terminava ogni spot con la frase "Provare per credere", slogan divenuto di successo. Nel 1986 Angeli aveva anche inciso un 45 giri omonimo.
Era inizialmente destinato alla distribuzione cinematografica; la relativa scheda è infatti inserita nel volume La produzione italiana a cura dell'ANICA.
Il regista Sergio Martino compare in un cameo.

## Distribuzione
Fu trasmesso per la prima volta su Italia 1 il 4 giugno 1987.

## Accoglienza

### Critica
(Stampa Sera, 29 ottobre 1988)
(Roberto Poppi)